# Tania Fédor
Tania Fédor est une actrice française d'origine russe, née dans la principauté de Monaco le 3 novembre 1905 et morte à Montréal (Canada) le 1er décembre 1985.

## Biographie

### Origines et formation
Tania Fédor naît sous le nom d'état civil de Tatiana d'Ermter en 1905 à Monaco, dans une famille aristocratique russe.
Elle fait ses études à Paris puis est pensionnaire de la Comédie-Française de 1925 à 1930,.

### Carrière
En 1930, Tania Fédor suit Jacques Feyder à Hollywood pour le tournage de Si l'empereur savait ça.
Elle revient en France et tourne notamment Fantômas de Paul Fejos en 1932, premier film parlant concernant ce personnage de roman. 
En 1937, elle tient le rôle principal de Marguerite de Bourgogne, épouse de Louis X Le Hutin dans La Tour de Nesle de Gaston Roudès. Elle tourne encore une dizaine de films en France jusqu'en 1953.
Elle s'installe à Montréal en 1955 et commence à y enseigner : dans son studio, au Conservatoire d'art dramatique de Québec (fondé en 1958) et à l’École nationale de théâtre (fondée en 1960). Elle est également présente sur scène, notamment au théâtre du Nouveau Monde, et sur les chaînes de télévision québécoises dont Radio-Canada, en particulier pour Dialogues des carmélites. Elle participe aussi à de nombreux téléfilms : 14 rue de Calais, Côte de sable, Sous le signe du Lion, De 9 à 5.
Dans les années 1960, elle est présente dans deux films québécois, dont À tout prendre de Claude Jutra.
Elle enseigne le théâtre jusqu’en 1971, puis se retire dans une maison de retraite pour artistes. 

### Mort
Tania Fédor meurt en 1985 à Montréal au Canada.

## Filmographie
- 1926 : L'Inconnue des six jours de René Sti, (inédit[4])
- 1930 : Si l'empereur savait ça de Jacques Feyder: Princesse Renata d'Ettingen
- 1931 : Soyons gais d'Arthur Robison : Madge[5]
- 1931 : Le Petit Café de Ludwig Berger: Mlle Bérengère
- 1931 : Passeport 13.444 de Léon Mathot: Nadia
- 1931 : Boudoir diplomatique de Marcel De Sano
- 1931 : Après l'amour de Léonce Perret: Madame Meyran
- 1932 : Embrassez-moi de Léon Mathot: Aurore de Champavert
- 1932 : Fantômas de Paul Fejos: Lady Beltham
- 1932 : La Mille et Deuxième Nuit d'Alexandre Volkoff: Doulna, la blonde sultane
- 1932 : Le Masque qui tombe de Mario Bonnard: Comtesse de Roussel
- 1934 : L'Enfant du carnaval d'Alexandre Volkoff: Irène Vernet
- 1935 : Jérôme Perreau, héros des barricades d'Abel Gance : Anne d'Autriche
- 1935 : Le Chemineau de Fernand Rivers: Toinette
- 1935 : L'Heureuse Aventure de Jean Georgesco: Suzanne de Robert
- 1935 : Bout de chou d'Henry Wulschleger: Léone de Vincy
- 1937 : La Tour de Nesle de Gaston Roudès: Marguerite de Bourgogne
- 1937 : Bar du sud d'Henri Fescourt: Elsa
- 1937 : Les Hommes sans nom de Jean Vallée: Madame de Joyeuse
- 1938 : Carrefour de Kurt Bernhardt: Anna de Vetheuil
- 1938 : Vedette d'un jour (court métrage) d'Yves Mirande
- 1942 : Les Inconnus dans la maison d'Henri Decoin: Madame Marthe Dossin
- 1942 : Le journal tombe à cinq heures de Georges Lacombe: Claudette Louvois
- 1943 : Vingt-cinq Ans de bonheur de René Jayet: Marguerite
- 1952 : Lucrèce Borgia de Christian-Jaque: La dame d'atours
- 1953 : L'Aventurière du Tchad de Willy Rozier: Marjorie Kling
- 1953 : Si Versailles m'était conté… de Sacha Guitry: Marie Leczinska
- 1953 : Le Collège en folie d'Henry Lepage: La directrice
- 1963 : À tout prendre de Claude Jutra: La mère de Claude
- 1964 : La Corde au cou de Pierre Patry: La religieuse

## Théâtre

### Comédie-Française
- 1924 : Les Trois Sultanes de Charles-Simon Favart
- 1924 : La Dépositaire d'Edmond Sée, Comédie-Française au théâtre de l'Odéon
- 1925 : Une visite de noces d'Alexandre Dumas fils
- 1925 : Un Tour de Ninon de Georges Docquois
- 1925 : Le Misanthrope de Molière : Célimène
- 1925 : George Dandin de Molière : Claudine
- 1926 : Le Bon Roi Dagobert d'André Rivoire, mise en scène Charles Granval : une dame d'honneur
- 1928 : Turcaret ou le Financier d'Alain-René Lesage, mise en scène Émile Fabre : la baronne
- 1929 : Le Mariage de Figaro de Beaumarchais : la comtesse
- 1929 : Athalie de Jean Racine : Salomith

### Hors Comédie-Française
- 1944 : Le Portier du paradis d'Eugène Gerber, mise en scène Henri Beaulieu, théâtre Pigalle